# Lamprosema crocodora
Lamprosema crocodora là một loài bướm đêm trong họ Crambidae.